# T1 (informatica)
La tecnologia di comunicazione digitale T1 (anche noto come Digital Signal 1: DS1) nasce per scopi telefonici negli anni sessanta dove consentiva di instradare fino a 24 comunicazioni telefoniche, digitalizzate ad alta qualità, contemporaneamente. A partire dagli anni ottanta la tecnologia è stata utilizzata anche per i collegamenti dati (nello specifico internet) diventando e restando per molto tempo uno dei più veloci canali di connessione sfruttando tecnologie telefoniche, grazie al transfer rate di 1,536 Mb/s.

## Tipologia e caratteristiche fisiche
Da un punto di vista logico la connessione T1 è composto da 24 canali digitali virtuali (DS-0), ciascuno da 64 kb/s, e un overhead da 8 kb/s. La banda massima ammonta a 1,544 Mb/s, che al netto dell'overhead diventa 1,536 Mb/s.
Di solito, invece di utilizzare 24 codec separati, i segnali analogici sono campionati in successione e il flusso analogico risultante è passato a un unico codec che genera il flusso digitale in uscita.
Una connessione T1 è normalmente implementata con due doppini in rame, uno utilizzato per la trasmissione e l'altro per la ricezione. Tale comunicazione è full-duplex. Alle estremità del collegamento è utilizzato un plug RJ-48C.

## Il protocollo di comunicazione
Un collegamento T1 consente di trasmettere 24 canali logici da 64 kb/s tramite una frammentazione. Esistono due protocolli di frammentazione: D4 ed Extended Super Frame (ESF).

### Il protocollo D4
Il protocollo di frammentazione D4 è il più comune. Ciascun frame ha la dimensione di 192 bit (8 bit per 24 linee), più un bit di controllo posto alla fine del frame. 12 frame consecutivi compongono un D4 Super Frame.
In un secondo vengono trasmessi 8192 frame e, pertanto, 8192 bit (8 Kib) di controllo. Da cui si ottiene l'ampiezza di banda ammontante a 1572864 bit al secondo (1536 kb/s)